# Dänische Fußballnationalmannschaft der Frauen/Olympische Spiele
Der Artikel beinhaltet eine ausführliche Darstellung der dänischen Fußballnationalmannschaft der Frauen bei den Olympischen Sommerspielen. Dänemark konnte nur an der ersten Ausgabe teilnehmen und scheiterte dort in der Vorrunde. Danach verpassten sie immer die Qualifikation.

## Die Nationalmannschaft bei den Olympischen Spielen

### Übersicht
| Olympische Spiele in | Teilnahme bis …    | Gegner                  | Ergebnis | Trainer        | Bemerkungen und Besonderheiten |
| -------------------- | ------------------ | ----------------------- | -------- | -------------- | --- |
| Atlanta 1996         | Vorrunde           | VR China, Schweden, USA | –        | Keld Gantzhorn | |
| Sydney 2000          | nicht qualifiziert |                         |          |                | Da Dänemark bei der WM 1999 in der Vorrunde ausschied, war die Mannschaft nicht für die Olympischen Spiele qualifiziert.                                      |
| Athen 2004           | nicht qualifiziert |                         |          |                | Da sich Dänemark nicht für die WM 2003 qualifizieren konnte, hatte sie auch keine Möglichkeit, sich für die Olympischen Spiele zu qualifizieren.              |
| Peking 2008          | nicht qualifiziert |                         |          |                | In den Qualifikations-Playoffs an Schweden gescheitert. |
| London 2012          | nicht qualifiziert |                         |          |                | Da sich Dänemark nicht für die WM 2011 qualifizieren konnte, hatte die Mannschaft auch keine Möglichkeit, sich für die Olympischen Spiele zu qualifizieren.   |
| Rio de Janeiro 2016  | nicht qualifiziert |                         |          |                | Da sich Dänemark nicht für die WM 2015 qualifizieren konnte, hatte die Mannschaft wieder keine Möglichkeit, sich für die Olympischen Spiele zu qualifizieren. |
| Tokio 2020           | nicht qualifiziert |                         |          |                | Da sich Dänemark nicht für die WM 2019 qualifizieren konnte, hatte die Mannschaft wieder keine Möglichkeit, sich für die Olympischen Spiele zu qualifizieren. |
| Paris 2024           | nicht qualifiziert |                         |          |                | In der erstmals als Qualifikation ausgetragenen UEFA Women’s Nations League 2023/24 an Deutschland gescheitert.                                               |

## Die Turniere

### Olympia 1996 in Atlanta
Die Däninnen waren durch das Erreichen des WM-Viertelfinales 1995 für das erste olympische Frauenfußballturnier qualifiziert. Sie starteten mit einem 0:3 gegen die USA und verloren dann mit 1:5 gegen die Volksrepublik China. Auch das letzte Spiel gegen Schweden wurde mit 1:3 verloren, das aber für beide keinen Einfluss mehr auf das weitere Turnier hatte. Mit dem Aus endete die Amtszeit von Keld Gantzhorn als Nationaltrainer, der die Mannschaft seit 1988 gecoacht hatte.

### Olympia 2000 in Sydney
Für das zweite olympische Turnier konnten sich die Däninnen unter dem neuen Nationaltrainer Jørgen Hvidemose durch das Aus bereits in der Vorrunde der WM 1999 nicht qualifizieren. Hvidemoses Amtszeit endete mit dem WM-Aus. Sein Nachfolger wurde Poul Højmose.

### Olympia 2004 in Athen
Da Dänemark in der Qualifikation für die WM 2003 im Halbfinale der Relegationsspiele an Frankreich scheiterte, hatten sie keine Möglichkeit, sich für das dritte olympische Frauenfußballturnier zu qualifizieren. Højmose blieb noch bis 2005 im Amt, nach dem 6. Platz beim Algarve-Cup 2005 übernahm dann Peter Bonde, der aber nur knapp 13 Monate im Amt blieb.

### Olympia 2008 in Peking
Für das Turnier in Peking konnten sich die drei besten europäischen Mannschaften der WM 2007 qualifizieren. Die ersten beiden Plätze gingen an Weltmeister Deutschland und den WM-Vierten Norwegen. Da die drittbeste europäische Mannschaft England bei Olympischen Spielen nicht startberechtigt ist, musste der dritte Platz zwischen Dänemark, das seit 2006 von Kenneth Heiner-Møller trainiert wurde, und Schweden ausgespielt werden, die in der Vorrunde gescheitert waren. Mit 2:4 und 1:3 verloren die Däninnen beide Spiele gegen die Schwedinnen und waren wieder nicht dabei.

### Olympia 2012 in London
Die Teilnahme am Turnier in London verpassten die Däninnen erneut gegen die Schwedinnen, an denen sie in den Playoffs der Qualifikation für die WM 2011 gescheitert waren. Dadurch bestand keine Möglichkeit, sich über die WM zu qualifizieren.

### Olympia 2016 in Rio de Janeiro
Nach dem Aus im EM-Halbfinale 2013 hatte Nils Nielsen die Mannschaft übernommen. Ihm gelang es aber auch nicht die Mannschaft zur WM 2015 zu führen, bei der sich wieder die drei besten europäischen Mannschaften für das Turnier in Rio de Janeiro qualifizieren sollten. Dänemark scheiterte bereits in den Gruppenspielen der Qualifikation für die WM 2015 an der Schweiz.

### Olympia 2020 in Tokio
Die Teilnahme am Turnier in Tokio verpassten die Däninnen durch Niederlagen gegen Europameister Niederlande in den Playoffs der Qualifikation für die WM 2019. Dadurch bestand keine Möglichkeit, sich über die WM zu qualifizieren.

### Olympia 2024 in Paris
Erstmals lief die Qualifikation der europäischen Mannschaften über die erstmals ausgetragene UEFA Women’s Nations League 2023/24. Die Däninnen starteten zwar mit einem Heimsieg gegen Deutschland, konnten dann auch in Island und beide Spiele gegen Wales gewinnen, verloren aber das Rückspiel in Deutschland sowie das letzte Spiel daheim gegen Island. Damit wurden sie nur Gruppenzweite und verpassten damit das Final-Four-Turnier, bei dem die beiden europäischen Olympiatickets ausgespielt wurden.

## Statistiken

### Bilanz gegen die Olympiasieger bei Olympischen Spielen
- USA: 1 Spiel – 1 Niederlage – 0:3 Tore
- Deutschland: 0 Spiele
- Kanada: 0 Spiele
- Norwegen: 0 Spiele

## Spiele
Dänemark bestritt bisher drei Spiele bei den Olympischen Spielen, die alle verloren wurden.
Die Däninnen spielten einmal gegen den Gastgeber, der auch der spätere Olympiasieger war. Da sie nur bei der ersten Ausgabe dabei waren, konnten sie bisher nicht gegen den Titelverteidiger spielen. Alle Spiele sind bisher einmalig.
Dänemark spielte bisher gegen Mannschaften aus drei Konföderationen (Asien, Europa und Nord-/Mittelamerika) und dabei gegen zwei Kontinentalmeister, je einmal gegen den Asien- und Nordamerikameister. Keinmal traf Dänemark auf den amtierenden Weltmeister.
Die meisten Spiele bestritten 12 Spielerinnen, die in den drei Spielen zum Einsatz kamen. Keiner Dänin gelang mehr als ein Tor, die beiden Tore für Dänemark erzielten Helle Jensen und Lene Madsen.
| Nr. | Datum      | Ergebnis | Gegner        | Austragungsort      | Anlass   | Bemerkung                          |
| --- | ---------- | -------- | ------------- | ------------------- | -------- | ---------------------------------- |
| 1   | 21.07.1996 | 0:3      | Orlando (USA) | Vereinigte Staaten  | Vorrunde |                                    |
| 2   | 23.07.1996 | 1:5      | Miami (USA)   | Volksrepublik China | Vorrunde |                                    |
| 3   | 25.07.1996 | 1:3      | Orlando (USA) | Schweden            | Vorrunde | Letztes Spiel unter Keld Gantzhorn |

Anmerkung: Fett gesetzte Mannschaften waren zum Zeitpunkt des Spiels Kontinentalmeister.

## Rekorde
Keine der drei Niederlagen ist die höchste gegen diese Mannschaften.

### Negativrekord
- Meiste Gegentore pro Spiel: 3,66 (ebenso Griechenland und Kamerun)